# ザ・コミッシュ
「ザ・コミッシュ」（原題：The Commish）は、ABCで1991年から1996年まで放映されていたカナダとアメリカ合衆国の刑事ドラマシリーズである。日本では1992年から日本語版が東北新社制作でWOWOWにより第1シーズンのみ放映された。

## 概要
『特攻野郎Aチーム』などで知られるプロデューサースティーブン・J・キャネルが企画の本作は、カナダで製作され、アメリカ本国では第5シーズンまで制作された刑事ドラマである。犯罪と人種が入り乱れるアップステート・ニューヨークを舞台に、主人公率いる警官たちが事件に立ち向かっていくというストーリー。主演には『ファンタスティック・フォー ［超能力ユニット］』などで知られるマイケル・チクリス。ちなみにチクリスは本作の出演がきっかけで俳優としての確固たる地位を確立した。深刻な社会問題や人種問題などアメリカが抱える問題にも触れた重厚な内容であると同時に、ストーリーやキャラクターにユーモアを加えて、主人公を取り巻く家族にも焦点を当てており、シリアスなハードボイルド作品とは違ったコミカルな人情ドラマとして仕上がっている。
ニューヨークが舞台になっているが、撮影はカナダのバンクーバーで行われた。全94エピソードの中では、『刑事コジャック』で知られるテリー・サバラスやディーン・ストックウェル、マリア・ベロ、アカデミー賞俳優のハイン・S・ニョール、ロッド・スタイガーなどがゲスト出演もしている。
元々CBSで放送が予定されていたが、キャスティングでCBSと折り合いがつかず、ABCに持ち込まれたという経緯がある。

## 登場人物

### メインキャスト
トニー・スカリー：マイケル・チクリス　（日本語吹替え：屋良有作）
本作品の主人公で警察署の本部長でもある。見た目は冴えない中年だが、リーダーシップがあり、部下からも信頼され家族からも愛されるベテラン刑事。
レイチェル・スカリー：テレサ・サルダナ　（達依久子）
トニーの妻。夫を陰ながら支える良き妻であり、良き母親である。
デヴィッド・スカリー：カジエリック・エリクソン　（種田文子）
トニーの一人息子。
アーニー・メッツガー：デヴィッド・ペイマー　（小室正幸）
スカリー一家に居候するレイチェルの兄。挙動不審な言動と根暗で一風変わった性格からトニーとの相性が悪い。

### 取り巻く人々
スタン・ケリー：ジェフリー・ナフス　（松本保典）
ポーリー・ペンタンジェリ：ジョン・ケイガン　（大塚明夫）
ペニー・ロペス巡査：ジェイソン・スコンビン　（星野充昭）
エンリコ・カルーソ巡査：ニコラス・リー　（古田信幸）
カルメラ・ペイガン：ジーナ・ベランテ　（藤木聖子）
秘書ルシール：キンバリー・スコット　（水原リン）
シド・マディソン：メリンダ・マックグロウ
アレックス・ビービー：リチャード・カインド

## WOWOW放映時タイトル
1. 究極の選択
2. 夜勤で示せ
3. 仮面をつけたヒーロー
4. 復讐の正体
5. 熱血トニー・スカリー本部長日誌（前編）
6. 熱血トニー・スカリー本部長日誌（後編）
7. 愛とは耐えること
8. ジキルとハイド症候群
9. 裁くは我にあり
10. 自供：ツイントリック
11. 安住の地を求めて
12. 救いの銃弾
13. 第4の男
14. ナンバー8の男
15. 禁断の目撃者
16. 憎悪
17. 公務執行やむなし
18. 不倫疑惑
19. 情報提供者
20. おとり捜査官
21. ビデオ自警団
22. 人生の道険しく

### 日本語版
- 翻訳：木原たけし
- 演出：伊達康将
- 日本語版制作：東北新社
- 配給：ソニー・ピクチャーズ エンタテインメント

## 受賞・ノミネート
1994年に主人公の妻を演じたテレサ・サルダナがゴールデングローブ賞のテレビドラマ・ミニシリーズ部門において助演女優賞にノミネートされた。その他にも同年のエミー賞で音響編集部門でノミネートされたほか、放映された1エピソードがエドガー・アラン・ポー賞にノミネートされている。ちなみにすべて受賞は逃した。

## DVDリリース
日本ではDVD発売されてはいないが、本国アメリカでは第1シーズンが2010年3月にリリースされ、第2シーズンが2010年9月にリリース。全エピソードが収録された“コンプリートDVD-BOX”も2010年に発売される。

## 制作スタッフ
- 製作総指揮・企画：スティーブン・J・キャネル、スティーブン・クロニッシュ
- プロデューサー：デイヴィッド・グリーンウォルト、ジェームズ・ウォン、グレン・モーガン、他
- 音楽：ウォルター・マーフィー
- テーマ音楽：マイク・ポスト
- 制作：ABC、スティーブン・J・キャネル・プロダクション、スリー・パット・プロダクション